# ميكروفورمات

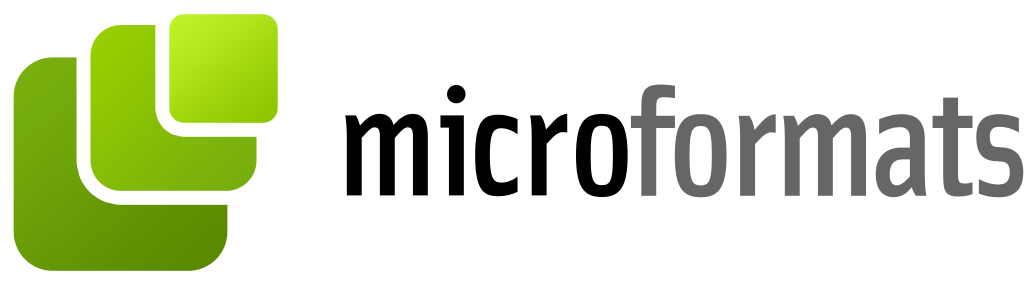
شعار الميكروفورمات

التنسيقات المصغرة أو التنسيقات الدقيقة أو ميكروفورمات (بالإنجليزية: Microformat)‏ تُختصر (μF) هي مجموعة من سمة (لغة توصيف النص الفائق) ‏ المحددة المَنْشَأة لتكون بمثابة بيانات وصفية ومتسقة حول عنصر، وتعيينه على أنه يمثل نوعًا معينًا من البيانات (مثل معلومات الاتصال والإحداثيات الجغرافية والأحداث ومنشورات المدونة والمنتجات والوصفات إلخ). تسمح هذه التنسيقات للبرامج بمعالجة المعلومات بشكل موثوق من خلال جعل الفئات المحددة تشير إلى نوع معين من البيانات بدلاً من كونها عشوائية. ظهرت التنسيقات المصغرة في حوالي عام 2005 وتم تصميمها في الغالب لتستخدمها محركات البحث وقطاع الترويج عبر الويب ومجمعات الأخبار مثل آر إس إس.

## روابط خارجية
- microformats.org